# Frederico de Almeida e Albuquerque
Frederico de Almeida e Albuquerque (Paraíba, c. 1805 — 8 de julho de 1879) foi um político brasileiro.
Bacharel em direito pela Universidade de Coimbra, chefe do Partido Conservador, comendador.
Foi deputado geral, presidente de província e senador do Império do Brasil de 1857 a 1879.
Foi presidente das províncias da Paraíba, de 4 de abril a 8 de maio de 1851, de 7 de outubro a 22 de outubro de 1853, de 24 de outubro de 1870 a 13 de abril de 1871, e de 17 de outubro de 1871 a 23 de abril de 1872, do Piauí, de 1 de dezembro de 1855 a 8 de outubro de 1856, de Pernambuco, de 5 de novembro de 1869 a 16 de abril de 1870, e do Maranhão, de 2 de fevereiro a 7 de dezembro de 1876.